# Браун, Крис (ветеринар)
Крис Браун (англ. Chris Brown; род. 11 сентября 1978 г, Ньюкасл, Новый Южный Уэльс, Австралия) — австралийский ветеринар, телеведущий и автор. Более известен по телепередаче «Bondi Vet» (рус. «Ветеринар Бондай Бич»), которая начала транслироваться с 2009 года.

## Биография
Крис Браун родился в окрестностях Ньюкасла (Новый Южный Уэльс, Австралия), где его отец работал местным ветеринарным врачом. Он посещал Merewether Heights Public School & Merewether High School. Окончил Сиднейский университет с отличием: в числе лучших в ветеринарной науке в 2001 году.

## Карьера
После окончания университета Крис начал работать в клинике на северном побережье Сиднея. Он побывал в отдаленных общинах аборигенов в Северной Территории для лечения животных. Он также начал писать колонку под названием «Pet Page» в женском журнале и дал интервью на радиостанциях Triple M и Vega FM.
В 2008 году он начал сниматься в телепередаче «Bondi Vet» (рус. «Ветеринар Бондай Бич»), которая ведёт хронику его жизни и работы в ветеринарной клинике на Bondi Junction. Сейчас эта программа транслируется по субботам на канале CBS network в США под названием «Dr. Chris: Pet Vet», вещание которой в этой стране началось с 28 сентября 2013 года. В 2015—2016 годах в России данная передача транслировалась на телеканале «Ю» под названием «Мы с тобой одной крови».
В 2010 году Крис стал постоянным гостем-участником дискуссий в ток-шоу «The Project» на канале Network Ten. Также он был ведущим в программе «Charlie Pickering» до того, как Пиккеринг ушёл.
В 2012 году Крис стал соведущим в телепередаче «The Living Room» на канале Network Ten вместе с Амандой Келлер (Amanda Keller), Мигелем Маэстре (Miguel Maestre) и Барри Дю Боисом (Barry Du Bois). Здесь Браун представляет путешествия и животных.
1 февраля 2015 года Крис стал соведущим в австралийской версии передачи «I’m a Celebrity…Get Me Out Of Here!» с Джулией Моррис (Julia Morris), также на канале Network Ten. Второй сезон этой телепередачи начал транслироваться с 31 января 2016 года.